# Чемпионат мира по современному пятиборью среди женщин 2002
XXIII Чемпионат мира по современному пятиборью среди женщин и XXXXII чемпионат мира среди мужчин проводился с 15 июля по 21 июля 2002 года в Сан-Франциско, Соединенные Штаты Америки.
Всего через три недели после окончания чемпионата Европы по современному пятиборью рыцарей пяти качеств ждало новое испытание. С 15 по 21 июля в Пало-Альто, находящемся в 50 километрах от Сан-Франциско, сильнейшие пятиборцы планеты разыграют награды чемпионата мира.
Для передышки, скажем прямо, маловато. Однако все дело в том, что организаторы стремились приурочить соревнования к круглой дате: 90 лет назад, 6 июля 1912 года, в Стокгольме открылись V Олимпийские игры, в программу которых был включен этот вид спорта. А почти столетие спустя шведский принц Карл Филипп, большой любитель пятиборья, был приглашен в США на очередной мировой форум. Американцам не зазорно принимать у себя августейших особ: открытие чемпионата мира прошло в амфитеатре Стэнфордского университета, предназначенного для студенческих торжеств. Парад флагов и представление участников венчала разнообразная культурная программа.
В этом году представительство стран и континентов на чемпионате мира как никогда богатое. Самые внушительные составы командировали сборные России (7 спортсменок и 6 спортсменов) и Китая (7 плюс 7). По одному участнику делегировали Австрия, Болгария, Египет, Эстония, Португалия и Румыния. В США претендентов на медали очень много: главные из них — хозяева турнира, мексиканцы, австралийцы и японцы. В Стране восходящего солнца решили, к слову, обойтись без дам и отправить четырех самураев. Этому примеру последовали Узбекистан и Швеция.
Женскую сборную России представляли Татьяна Муратова, Евдокия Гречишникова, Олеся Величко, Виктория Заборова и Марина Колонина. Старший тренер женской команды Хапланов Алексей Олегович, главный тренер сборной России - олимпийский чемпион-2000 Дмитрий Валерьевич Сватковский.
Тренерский состав, готовивший команду: Т. Чернецкая, С. Желанов, П. Леднев, А. Шувалов, А. Зуев.
Сборная России отправилась в Штаты без своего лидера, чемпионки мира-97 Елизаветы Суворовой, которая недавно стала мамой и сейчас главная её забота - маленькая дочка Катя.

## Результаты
- Личное первенство.

Лидер женской сборной России Татьяна Муратова превзошла своих конкуренток - Симоку, Ворош и Харланд - в стрельбе, (1156 очков - 2-й результат из 32 финалисток), была второй и в фехтовании, но в плавании, беге и верховой езде уступила будущим призерам. Неудачное выступление Евдоким Гречишниковой не позволило сборной России подняться выше третьего места, хотя шансы на победу были очень большие.
Финал. 1. Симока - 5568. 2 - 3. Ворош (обе - Венгрия) и Харланд (Великобритания) - 5468. 4. МУРАТОВА (Россия) - 5408. 5. Партикс (Греция) - 5396.6. Фогетти (Италия) - 5392... 8. КОЛОНИНА - 5316... 28. ГРЕЧИШНИКОВА - 4448... 30. ВЕЛИЧКО (все - Россия) - 4328.
- Командное первенство.

Женщины. Командные соревнования. 1. Венгрия (Симока, Ворош, Фури) - 15 660. 2. Италия - 15 388. 3. РОССИЯ (Колонина, Муратова, Гречишникова) - 15 172.
Эстафета. 1. Чехия (Кроличова, Калиновска, Воженилкова) - 5260. 2. Италия - 5188. 3. Венгрия - 5164. 4. РОССИЯ (Величко, Колонина, Заборова) - 5004.